# Kaislanen (sjö i Kuopio, Norra Savolax)
Kaislanen är en sjö i kommunen Kuopio i landskapet Norra Savolax i Finland. Sjön ligger 82,6 meter över havet. Den är 7,5 meter djup. Arean är 41 hektar och strandlinjen är 3,7 kilometer lång. Sjön  ingår i Vuoksens huvudavrinningsområde.   Den ligger omkring 11 kilometer väster om Kuopio och omkring 330 kilometer norr om Helsingfors. 